# Ballongsläpp

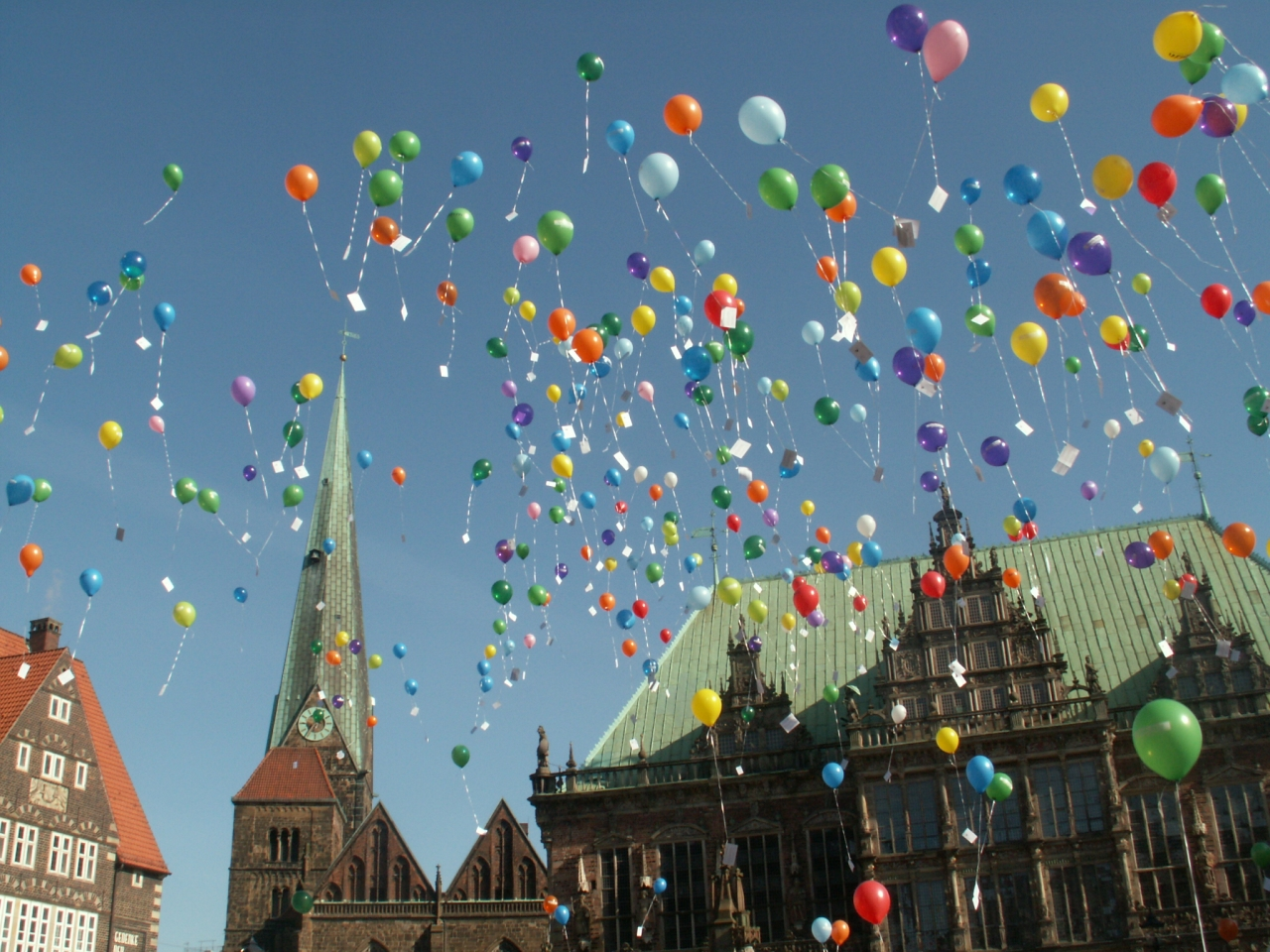
Ballonger släpps i samband med en tävling i Bremen, 2009.

Ett ballongsläpp är en ceremoni där flygande ballonger släpps upp i luften.
Ballongerna blir ofta skräp antingen på land eller i hav, där de påverkar djurlivet. Ballonger är en av de vanligaste soporna i marina miljöer.
De flesta ballonger som används vid ballongsläpp är tillverkade av biologiskt nedbrytbar latex, medan andra tillverkas av BoPET (en polyesterfilm av PET). Det finns få studier kring nedbrytningstider för latexballonger, men synliga rester kan vara kvar i minst 5 år och det kan ta hundratals år för en ballong att helt brytas ned. Så kallat biologiskt nedbrytbara ballonger, vars nedbrytningstid jämförs med ett eklöv har en nedbrytningstid på mellan 6 månader och 4 år.
Band och tråd som fästs på ballongerna är ett särskilt problem som kan leda till att djur kvävs eller trasslar in sig i dem.

## Historik
Stora ballongsläpp blev populära på 1980-talet men populariteten minskade efter att deras negativa påverkan på miljö och djur framkom. Problemet med ballongsläpp uppmärksammades på en konferens i Kanada 1989. Ballonger hade ackumulerats på öar längs landets östkust. Några var fortfarande uppblåsta och ballongerna spårades till USA. Flera ballongsläpp ställdes in efter detta och flera stater i USA övergav ballongsläpp.

## Uppmärksammade ballongsläpp
- 1984: Vid invigningsceremonin för Olympiska sommarspelen 1984 släpptes över 1000 extra stora ballonger i vitt och guld. Ballongernas diameter var 5 fot (ungefär 152,4 centimeter).
- 1985: Ett ballongsläpp 1985 i Anaheim, USA vid 30-årsfirandet av Disneyland innehade världsrekordet innan "Balloonfest '86".[5]
- 1986: "Balloonfest '86" ett ballongsläpp den 27 september 1986 organiserat av välgörenhetsorganisationen The United Way of Cleveland i Ohio, USA. Nästan 1,5 miljoner ballonger släpptes och ballongsläppet anses vara världens största.[5] En flygplats tvingades att stänga en landningsbana, Eriesjön täcktes med ballonger vilket störde ett räddningsarbete och tusentals ballonger hamnade i Kanada på Ontarios stränder.
- 2011: En bonde i Stalisfield Green nära Ashford in Kent, England krävde, och fick, kompensation (£889) efter att ett av hans kreatur kvävdes till döds av snöret på en ballong som hade släppts av elever vid Lyndhurst Primary School i Camberwell, sydöstra London, över 80 km bort (50 miles), som del av ett Comic Relief-evenemang.[3]

## Bildgalleri

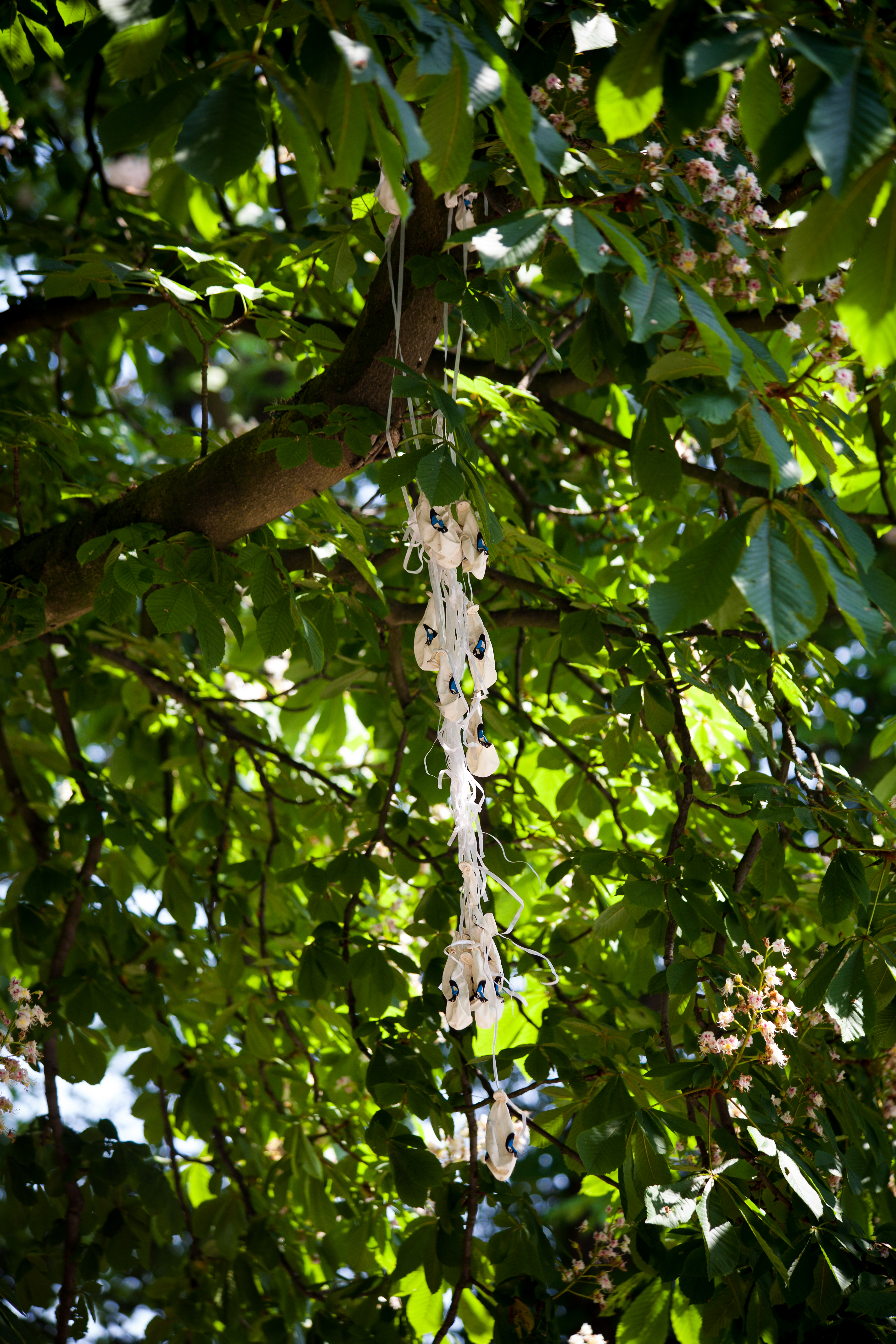
Ballongrester i ett hästkastanjeträd

## Vetenskapliga studier
Vetenskapliga studier har gjorts för att bestämma vad som händer med ballonger som släpps och för att uppskatta tiden det tar för ballonger att brytas ned.